# Sengletus extricatus
Espèce
Synonymes
- Linyphia extricata O. Pickard-Cambridge, 1876
- Sengletus longiscapus Tanasevitch, 2008

Sengletus extricatus est une espèce d'araignées aranéomorphes de la famille des Linyphiidae.

## Distribution
Cette espèce se rencontre en Égypte, en Israël et en Iran.

## Description
Le mâle décrit par Tanasevitch en 2008 sous le nom Sengletus longiscapus mesure 2,35 mm et la femelle 2,43 mm.

## Systématique et taxinomie
Sengletus longiscapus a été placé en synonymie avec Sengletus extricatus par Bosmans et Gavish-Regev  en 2012.

## Publication originale
- O. Pickard-Cambridge, 1876 : Catalogue of a collection of spiders made in Egypt, with descriptions of new species and characters of a new genus. Proceedings of the Zoological Society of London, vol. 1876, p. 541-630 (texte intégral).